# كارم (اسم)
كارم هو اسم علم مذكر من أصل عربي، ومعناه هو كارم بمعنى كريم وهو الرجل السخي الجواد الذي لا ينقطع عطاؤه، والكارم الشريف الفضيل.

## شخصيات تحمل الاسم
- كارم أمين (ممثل مصري، 28 سبتمبر 1986 – )
- كارم محمود (ممثل مصري، 16 مارس 1922 – 15 يناير 1995)

## وصلات خارجية
- موسوعة السلطان قابوس لأسماء العرب نسخة محفوظة 5 أبريل 2019 على موقع واي باك مشين.